# Teorema de Plancherel
Em matemática, o Teorema de Plancherel é um resultado em análise harmónica, primeiramente demonstrado por Michel Plancherel.  Na sua forma mais simples estabelece que se uma função f é tanto elemento de L¹(R) quanto elemento de L²(R), então sua Transformada de Fourier também está em L²(R) e possui a mesma norma L². Em particular, a Transformada de Fourier é uma aplicação isométrica.  Isto implica que a Transformada de Fourier restrita a L¹(R) ∩ L²(R) tem uma única extensão para um operador isométrico linear L²(R) →L²(R).
Aqui a versão de Plancherel relaciona espaço de funções na linha dos reais.  O teorema é válido em versões mais abstratas, por exemplo, em grupos abelianos localmente compactos.  Ainda mais genericamente, esta é uma versão do Teorema de Plancherel que faz sentido para grupos localmente compactos não-cumutativos satisfazendo certas presunções técnicas.Este é tema de analisa harmonica não-cumutativa.
A unicidade da Transformada de Fourier é frequentemente chamada de Teorema de Parseval nos campos da ciência e engenharia, baseada na resultado anterior (mas menos genêrico) que era usado para provar a unicidade da série de Fourier.